# Rikke Olsen
Rikke Olsen (født 19. april 1975) er en dansk badmintonspiller.
Olsen repræsenterede Danmark under OL 2004 i Athen, hvor hun sammen med Jonas Rasmussen blev nummer fire i mixed double og sammen med Ann-Lou Jørgensen blev slået ud i kvartfinalen i damedouble.

## Eksterne links
- Rikke Olsens profil på Sports-Reference OL-resultater (arkiveret) (engelsk)
- Rikke Olsens profil på Olympedia (engelsk)
- Rikke Olsens profil hos BWF (engelsk)
- Rikke Olsens profil hos BWF (engelsk)